# Dinotrema carinatum
Dinotrema carinatum är en stekelart som först beskrevs av Vladimir Ivanovich Tobias 1962.  Dinotrema carinatum ingår i släktet Dinotrema och familjen bracksteklar. Inga underarter finns listade i Catalogue of Life.